# United Motors Motorcycles
UM-Motorcycles (United Motors) ist ein amerikanischer Motorradhersteller mit Hauptsitz in Miami. UM wurde in den frühen 2000er Jahren von Octavio Villegas Llano gegründet. Das Unternehmen verfügt über ein Vertriebsnetz in 25 Ländern mit 1200 Verkaufsstellen. Während der Intermot2016 trat das Unternehmen auch in den europäischen Markt ein und hat seinen Sitz in Porto.

## Geschichte
UM Motorcycles hat seinen Ursprung in Kolumbien und beruft sich auf seine US-amerikanischen Wurzeln, um ein positives Image in der Welt zu vermitteln. United Motors (UM) wurde 1951 in Kolumbien gegründet und importierte und vertrieb Autos, Lastwagen und schwere Maschinen aus den USA und Japan nach Lateinamerika, vor allem nach Kolumbien. UM erkannte die weltweit wachsende Nachfrage nach Motorrädern und stieg Anfang der 90er Jahre in den Powersport-Markt ein, indem es Vereinbarungen mit großen Motorradherstellern in China und Taiwan schloss, um diese Produkte auf dem lateinamerikanischen Markt einzuführen. 1997 wagte UM den Schritt in die USA (als „Jincheng USA“), um Produkte verschiedener Hersteller in China unter dem Markennamen UM zu vertreiben. Im Jahr 2005 begann UM im Rahmen einer Vereinbarung mit S&T Motors mit dem Verkauf von umgebauten Hyosung-Motorrädern. Am 1. Februar 2010 stellte UM den Betrieb in den USA ein, und Martin Racing Performance erwarb alle verbleibenden Vermögenswerte von UM von den Banken, die die Pfandrechte an dem Unternehmen hielten. Nach der Schließung der US-Vertriebsaktivitäten setzte UM seine Geschäfte in Kolumbien und anderen lateinamerikanischen Märkten fort. 2014 kündigte UM seinen Markteintritt in Indien über eine indische Tochtergesellschaft, UM Motorcycles, an und vermarktete sich selbst als „amerikanischer Hersteller“ mit Ursprung in den Vereinigten Staaten.

## Gemeinsame Unternehmen
UM Motors betrat den indischen Markt (der 78 Prozent der weltweiten Nachfrage nach Zweirädern ausmacht) mit einem 50:50-Joint Venture mit Lohia Auto. Das Unternehmen hat 100 Millionen Euro in ein Werk in Kashipur, Uttarakhand, investiert, das 5000 Einheiten pro Monat produzieren kann, und hat seinen Hauptsitz in Neu-Delhi. Die Marke wird in Indien unter dem Markennamen UM Lohia vertrieben und nahm 2016 den Betrieb auf. Das Unternehmen hat in Indien zwei 280-cm³-Cruiser-Motorräder auf den Markt gebracht – Renegade Commando und Renegade Sport S – und verfügt derzeit über 75 Händlerbetriebe.
Das Unternehmen UM Lohia wird neben anderen südasiatischen Märkten auch Motorräder nach Nepal exportieren. Der derzeitige Lokalisierungsgrad beträgt 60 Prozent, wobei Motoren und Kraftstofftanks importiert werden. Karan Singh Grover ist der Markenbotschafter für das UM Lohia Unternehmen.
Das Unternehmen beendete dieses Vorhaben aufgrund des schlechten Kundendienstes in Indien, da die Ersatzteile nicht gut waren und ein Fall in Indien lief. Alle Servicezentren in Indien wurden geschlossen.

### Technische Kooperationen
Im Jahr 2016 unterzeichnete Runner Automobiles aus Bangladesch eine Kooperationsvereinbarung mit UM, um UM-Motorräder in Bangladesch unter dem Namen UM-Runner herzustellen. Die Motorräder werden in den Motorradproduktionsstätten von Runner in Bhaluka hergestellt, während UM International LLC F&E-Unterstützung in den Bereichen Technik und Engineering sowie globale Komponentenbeschaffung bietet. In Bangladesch hergestellte UM-Runner-Motorräder kamen im zweiten Quartal 2018 auf den Markt. Gemäß der Vereinbarung wird Runner Automobiles in Zukunft Motorräder für UM für Nepal und Sri Lanka produzieren und exportieren.